# Wolfsberg Airport
Wolfsberg Airport (tyska: Flugplatz Wolfsberg) är en flygplats i Österrike.   Den ligger i distriktet Wolfsberg och förbundslandet Kärnten, i den sydöstra delen av landet, 190 km sydväst om huvudstaden Wien. Wolfsberg Airport ligger 449 meter över havet.
Terrängen runt Wolfsberg Airport är varierad. Wolfsberg Airport ligger nere i en dal. Närmaste större samhälle är Wolfsberg, 2,8 km nordost om Wolfsberg Airport. 
Trakten runt Wolfsberg Airport består till största delen av jordbruksmark. Runt Wolfsberg Airport är det ganska tätbefolkat, med 58 invånare per kvadratkilometer.